# 1939年オーストラリア選手権 (テニス)
1939年 オーストラリア選手権（1939ねんオーストラリアせんしゅけん、1939 Australian Championships）に関する記事。オーストラリア・メルボルン市内にある「クーヨン・テニスクラブ」にて開催。

## 大会の流れ
- 第2次世界大戦の勃発は、1939年9月1日である。戦前の全豪選手権は、1940年大会まで実施された。
- 本年度のシード選手については、男子シングルスは8名が選ばれ、女子シングルスは順位を定めていない。
- 初期の全豪選手権のように、外国人出場者が少なかった時期は、地元オーストラリア人選手の国旗表示を省略する。

## シード選手

### 男子シングルス
1. ジョン・ブロムウィッチ　（初優勝）
2. エイドリアン・クイスト　（準優勝）
3. ハリー・ホップマン　（ベスト8）
4. ジャック・クロフォード　（ベスト4）
5. レナード・シュワルツ　（2回戦）
6. ビビアン・マグラス　（ベスト4）
7. ドン・ターンブル　（ベスト8）
8. ジャック・ハーパー　（1回戦）

## 大会経過

### 男子シングルス
準々決勝
- ジョン・ブロムウィッチ vs. ドン・ターンブル　7-5, 6-1, 6-0
- ビビアン・マグラス vs. ハリー・ホップマン　6-1, 4-6, 6-4, 6-3
- ジャック・クロフォード vs. ジム・ギルクライスト　4-6, 6-4, 2-6, 6-3, 6-4
- エイドリアン・クイスト vs. ライオネル・ブロディー　6-3, 6-2, 6-8, 6-3

準決勝
- ジョン・ブロムウィッチ vs. ビビアン・マグラス　6-0, 6-3, 6-4
- エイドリアン・クイスト vs. ジャック・クロフォード　6-1, 7-5, 6-3

### 女子シングルス
準々決勝
- エミリー・フッド・ウェスタコット vs. コニー・コート　6-4, 6-2
- ジョーン・ハーティガン vs. サディー・ベリーマン　6-1, 6-4
- テルマ・コイン vs. メイ・ブリック　1-6, 6-4, 6-1
- ネル・ホール・ホップマン vs. メイ・ハードキャッスル　6-3, 6-3

準決勝
- エミリー・フッド・ウェスタコット vs. ジョーン・ハーティガン　6-2, 6-3
- ネル・ホール・ホップマン vs. テルマ・コイン　6-3, 6-4

## 決勝戦の結果
- 男子シングルス：ジョン・ブロムウィッチ vs. エイドリアン・クイスト　6-4, 6-1, 6-2
- 女子シングルス：エミリー・フッド・ウェスタコット vs. ネル・ホール・ホップマン　6-1, 6-2
- 男子ダブルス：エイドリアン・クイスト＆ジョン・ブロムウィッチ vs. ドン・ターンブル＆コリン・ロング　6-4, 7-5, 6-2
- 女子ダブルス：ナンシー・ウィン＆テルマ・コイン vs. エミリー・フッド・ウェスタコット＆メイ・ハードキャッスル　7-5, 6-4
- 混合ダブルス：ハリー・ホップマン＆ネル・ホール・ホップマン vs. ジョン・ブロムウィッチ＆マーガレット・ウィルソン　6-8, 6-2, 6-3